# Crucifixió amb la Verge i sant Joan
La Crucifixió de Crist, amb la Verge i sant Joan Evangelista és la tercera tipología (Tipus-III) creada per El Greco sobre el tema de la Crucifixió de Jesús.

## Temàtica de l'obra
Les tipologies de la Crucifixió de Jesús realitzades per El Greco són molt diferents entre sí. Al Tipus-III, com en el Tipus-I i en el Tipus-II, El Greco representa el Sant Crist, en aquest cas acompanyat per Maria i per Joan Evangelista, que són al peu de la creu, a la part esquerra de la pintura. A la part dreta hi ha un fons de paisatge de Toledo amb figures petites. Lamentablement, no ha arribat fins als nostres dies cap obra considerada íntegrament autógrafa d'El Greco.

## Anàlisi de les obres

### Versió delJohn and Mable Ringling Museum of Art(Sarasota)
Oli sobre llenç: 107,6 x 70,5 cm.; 1600-10 ca.; Object Number del Museu Ringling: SN-333; Catàleg Wethey: núm. 76
Restes de la signatura en lletres cursives gregues al peu de la Creu. Obra d'El Greco amb participació del taller. Els colors, especialment els del cel i els del paisatge, són molt més frescs i clars que els de la versió de Filadèlfia. Joan Evangelista vesteix l'habitual túnica verda i roba rosa, mentre que Maria, mare de Jesús, porta un mantell blau fosc. Alguns retocs al tors de Crist constitueixen la restauració més important del quadre.

##### Procedència
- Antonio Gorostiza, Bilbao
- Don Eugenio Luis de Bayo, Bilbao;
- sold Bayo sale, American Art Association, New York, 8 December 1928, lot 76, per $23,000, a Böhler and Steinmeyer
- John Ringling (1866–1936), Sarasota, Florida
- llegat l'any 1936 al John and Mable Ringling Museum of Art, Sarasota, Florida.

### Versió delMuseu d'Art de Filadèlfia
Oli sobre llenç; 158 x 97 cm.; ca. 1600; Catàleg Wethey: núm. 77
Segons H.E. Wethey, la tonalitat massa fosca, així com la qualitat una mica mediocre de les figures i del paisatge, demostren molta intervenció del taller i poca intervenció del mestre.

##### Procedència
- San Clodio de León ?
- Faustino Alonso, León
- Leandro Madinaveita, Oñate (1899)
- José Suárez, Madrid (abans de 1908)
- La historia posterior d'aquesta obra és desconeguda.